# Partido Rojo
El Partido Rojo (en noruego: Rødt, abreviado R) es un partido político noruego, surgido a raíz de la unión entre dos formaciones políticas minoritarias de extrema izquierda, el Partido Comunista de los Trabajadores, de inspiración maoísta y anticapitalista, y la Alianza Electoral Roja, fundada en 1973.

## Ideología
Uno de los principales pilares del partido es la expansión del estado de bienestar noruego a través de la subida de impuestos a las clases más altas. Dado que en la coalición se pueden encontrar desde maoístas, marxistas-leninistas hasta socialistas democráticos, el amalgama de propuestas del Partido Rojo es variado. Algunas de estas propuestas son: cambiar la actual economía de mercado de Noruega por una economía de corte socialista, consensuar una nueva ley laboral respaldada en la acción de los sindicatos o acabar con la dependencia de los combustibles contaminantes, así como la promoción de los valores sociales propios del comunismo.

## Resultados electorales
|  | 1.35 % |

|  | 1.08 % |

|  | 2.39 % |

|  | 4.7 % |